# Huby-Saint-Leu
Huby-Saint-Leu era una comuna francesa que estaba situada en el departamento de Paso de Calais, de la región de Alta Francia, que el 1 de enero de 2025 pasó a formar parte de la comuna nueva de Hesdin-la-Forêt como comuna delegada.

## Demografía
| Gráfica de evolución demográfica de Huby-Saint-Leu entre 1800 y 2022 |
|                                                                      |

Los datos demográficos contemplados en este gráfico de la comuna de Huby-Saint-Leu se han cogido de 1800 a 1999 de la página francesa EHESS/Cassini, y los demás datos de la página del INSEE.